# Manfred Mann's Earth Band

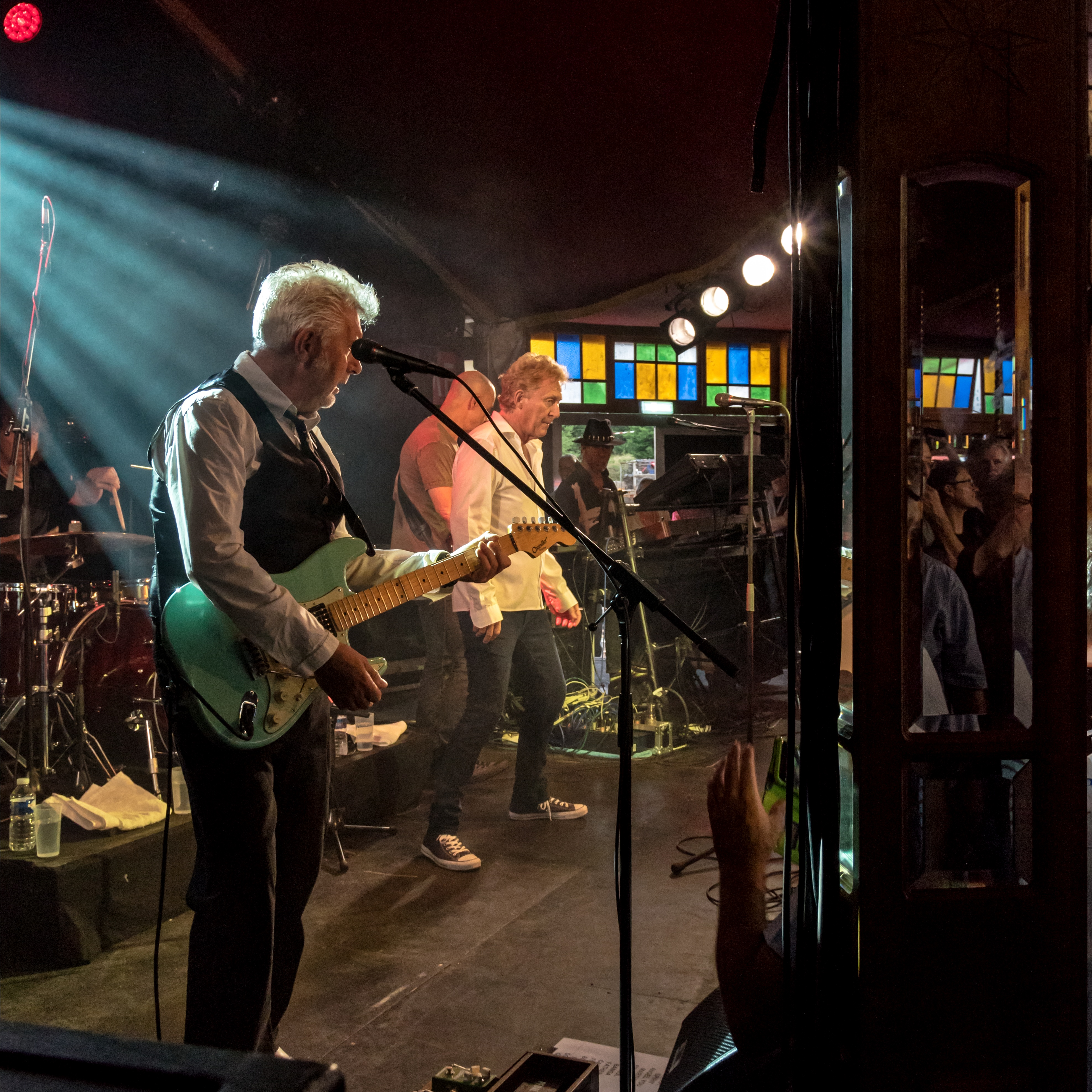
Manfred Mann's earth band, Zelt-Musik-Festival 2017 i Freiburg im Breisgau, Tyskland

Manfred Mann's Earth Band är en brittisk musikgrupp inom den progressiva rocken bildad 1971. Gruppen bestod ursprungligen av Manfred Mann (keyboard, sång), Mick Rogers (sång, gitarr), Colin Pattenden (bas), och Chris Slade (trummor). Man använde sig även av stora mängder gästmusiker och gästsångare på albumen. Gruppen är mest känd för sina covers på Bruce Springsteens låtar "For You" "Blinded by the Light" och "Spirit in the Night". 
Efter att Manfred Mann lämnat gruppen som bar hans namn 1969 bildade han kortvarigt Manfred Mann Chapter Three vars musik var orienterad åt fusionhållet. Under de första åren på 1970-talet släppte gruppen ett flertal av musikkritiker prisade album med begränsad kommersiell framgång. Skivorna drog alla åt progressiv rock ibland med inslag av klassisk musik, och gruppen tolkade exempelvis vid flera tillfällen några av Bob Dylans mer udda kompositioner. 1973 fick de sin första brittiska hit med en omarbetning av Gustav Holsts "Jupiter" från sviten Planeterna. Stycket kallades nu "Joybringer" och nådde plats 9 på UK Singles Chart. Först med albumet Nightingales & Bombers 1975 fick de mer bred uppmärksamhet, och med nästa album The Roaring Silence kom det stora genombrottet. Vid den tidpunkten hade Chris Thompson blivit gruppens sångare. Från och med det albumet tillkom och försvann många musiker i uppsättningen av gruppen. De efterföljande albumen Watch och Angel Station blev också försäljningsframgångar. Watch inkluderade den brittiska hitlåten "Davy's on the Road Again".
Mann som var stark motståndare till apartheidsystemet i sitt hemland Sydafrika var bannlyst i landet, men några av bandmedlemmarna kunde ändå åka ner dit och spela in sydafrikanska musiker till albumet Somewhere in Africa 1983. Trevor Rabin, sydafrikan och sedermera medlem i Yes, arbetade med Mann.  Samma år kom Mick Rogers som lämnat gruppen 1975 tillbaka till gruppen igen. Mot slutet av 1980-talet upplöstes gruppen kortvarigt, men i början av 1990-talet tog Mann upp gruppnamnet igen. De har under 2000-talet och 2010-talet i princip enbart varit aktiva som konsertband med Mann och Rogers som originalmedlemmar.

## Diskografi
Studioalbum
- Manfred Mann's Earth Band (1972)
- Glorified Magnified (1972)
- Messin' (1973) (släppt som Get Your Rocks Off i USA)
- Solar Fire (1973)
- The Good Earth (1974)
- Nightingales & Bombers (1975)
- The Roaring Silence (1976)
- Watch (1978)
- Angel Station (1979)
- Chance (1980)
- Somewhere in Afrika (1982)
- Criminal Tango (1986)
- Masque (1987)
- Plains Music (1991) (utgivet under namnet Manfred Mann's Plains Music)
- Soft Vengeance (1996)
- 2006 (2004)

Livealbum
- Live In Budapest (1984)
- Mann Alive (1998)

Samlingsalbum
- 1971-1973 (1975)
- 20 Years of Manfred Mann's Earth Band (1990)
- Spotlight: 1971–1991 (1992)
- Blinded by the Light: The Very Best of Manfred Mann's Earth Band (1992)
- The Very Best of Manfred Mann's Earth Band, Vol. 2 (1993)
- The Best of Manfred Mann's Earth Band Re-Mastered (1999)
- The Best of Manfred Mann's Earth Band Re-Mastered Volume II (2001)
- Odds & Sods - Mis-takes & Out-takes (2005) (4-CD-box)
- Bootleg Archives: Volumes 1–5 (2009)

Singlar (urval)
- It's All Over Now, Baby Blue (1973)
- Joybringer (1973) (UK #9)
- Spirits in the Night (1975)
- Blinded by the Light (1976) (UK #6)
- Mighty Quinn (1978)
- Davy's on the Road Again (1978) (UK #6)
- You Angel You (1979) (UK #54)
- Don't Kill It Carol (1979) (UK #45)
- For You (1981)
- Redemption Song (1983)
- Demolition Man (1983)
- Runner (1984) (UK #34)
- Going Underground (1986)